# Meropelopia flavifrons
Meropelopia flavifrons är en tvåvingeart som först beskrevs av Oskar Augustus Johannsen 1905.  Meropelopia flavifrons ingår i släktet Meropelopia, och familjen fjädermyggor. Arten är reproducerande i Sverige.